# Campeonato Europeo de Baloncesto Femenino de 1993
El XXIV Campeonato Europeo de Baloncesto Femenino se celebró en Perugia (Italia) entre el 8 de junio y el 13 de junio de 1993 bajo la denominación Eurobasket Femenino 1993. El evento fue organizado por la Federación Europea de Baloncesto (FIBA Europa) y por la Federación Italiana de Baloncesto.
16 selecciones nacionales de Europa compitieron por el título de campeón europeo, cuyo anterior portador era la selección nacional de la Unión Soviética.
Finalmente se proclamó vencedora la selección de España, tras imponerse a Francia en la final por 63 a 53. El tercer puesto fue para Eslovaquia.
Fue el primer Eurobasket sin la Unión Soviética, claro dominador de la competición durante 22 ediciones y de Yugoslavia, que por aquel entonces era una de las selecciones más fuertes de Europa.

## Grupos
| Grupo A  | Grupo B    |
| -------- | ---------- |
| Bulgaria | Francia    |
| España   | Hungría    |
| Italia   | Eslovaquia |
| Polonia  | Rusia      |

## Primera fase

### Grupo A
| Equipo   | J | G | P | T+  | T-  | DT  | PTS |
| -------- | - | - | - | --- | --- | --- | --- |
| Italia   | 6 | 3 | 0 | 212 | 189 | +23 | 6   |
| España   | 6 | 2 | 1 | 224 | 204 | +20 | 4   |
| Bulgaria | 6 | 1 | 2 | 220 | 228 | -8  | 2   |
| Polonia  | 6 | 0 | 3 | 205 | 240 | -35 | 0   |

- Resultados

| Fecha | Hora² | Partido¹ | Partido¹ | Partido¹ | Resultado |
| ----- | ----- | -------- | -------- | -------- | --------- |
|       |       | Polonia  | -        | España   | 68-92     |
|       |       | Bulgaria | -        | Italia   | 69-79     |
|       |       | España   | -        | Bulgaria | 76-70     |
|       |       | Italia   | -        | Polonia  | 67-64     |
|       |       | Polonia  | -        | Bulgaria | 73-81     |
|       |       | Italia   | -        | España   | 66-56     |

- (¹) -  Todos en Vasto
- (²) -  Hora local de Italia (UTC+2, CEST)

### Grupo B
| Equipo     | J | G | P | T+  | T-  | DT  | PTS |
| ---------- | - | - | - | --- | --- | --- | --- |
| Eslovaquia | 6 | 2 | 1 | 233 | 213 | +20 | 4   |
| Francia    | 6 | 2 | 1 | 199 | 187 | +12 | 4   |
| Hungría    | 6 | 1 | 2 | 235 | 241 | -6  | 2   |
| Rusia      | 6 | 1 | 2 | 209 | 235 | -26 | 2   |

- Resultados

| Fecha | Hora² | Partido¹   | Partido¹ | Partido¹   | Resultado |
| ----- | ----- | ---------- | -------- | ---------- | --------- |
|       |       | Rusia      | -        | Francia    | 53-71     |
|       |       | Hungría    | -        | Eslovaquia | 82-88     |
|       |       | Eslovaquia | -        | Rusia      | 75-80     |
|       |       | Francia    | -        | Hungría    | 77-64     |
|       |       | Rusia      | -        | Hungría    | 76-89     |
|       |       | Eslovaquia | -        | Francia    | 70-51     |

- (¹) -  Todos en Lanciano
- (²) -  Hora local de Italia (UTC+2, CEST)

## Fase final

### Semifinales
| Fecha | Hora² | Partido¹ | Partido¹ | Partido¹   | Resultado |
| ----- | ----- | -------- | -------- | ---------- | --------- |
|       |       | España   | -        | Eslovaquia | 73-55     |
|       |       | Italia   | -        | Francia    | 54-56     |

- (¹) -  En Chieti
- (²) -  Hora local de Italia (UTC+2, CEST)

### Tercer puesto
| Fecha | Hora² | Partido¹   | Partido¹ | Partido¹ | Resultado |
| ----- | ----- | ---------- | -------- | -------- | --------- |
|       |       | Eslovaquia | -        | Italia   | 68-67     |

- (¹) -  En Chieti
- (²) -  Hora local de Italia (UTC+2, CEST)

### Final
| Fecha | Hora² | Partido¹ | Partido¹ | Partido¹ | Resultado |
| ----- | ----- | -------- | -------- | -------- | --------- |
|       |       | España   | -        | Francia  | 63-53     |

- (¹) -  En Chieti
- (²) -  Hora local de Italia (UTC+2, CEST)

## Medallero
|        |         |            |
| España | Francia | Eslovaquia |

## Plantillas de los equipos finalistas
- España:

Ana Belén Álvaro, Laura Grande, Mónica Messa, Blanca Ares, Carolina Mújica, Paloma Sánchez, Pilar Valero, Mar Xantal, Piluca Alonso, Elisabeth Cebrián, Marina Ferragut y Wonny Geuer. Seleccionador: Manuel Coloma.
- Francia:

Amy Cissé, Barbara Weistroffer, Corinne Zago, Katia Foucade, Yannick Souvré, Odile Santaniello, Carole Force, Stéphanie Vivenot, Paoline Ékambi, Isabelle Fijalkowski, Martine Campi, Lætitia Moussard. Seleccionador: Paul Besson